# 川越丈雄

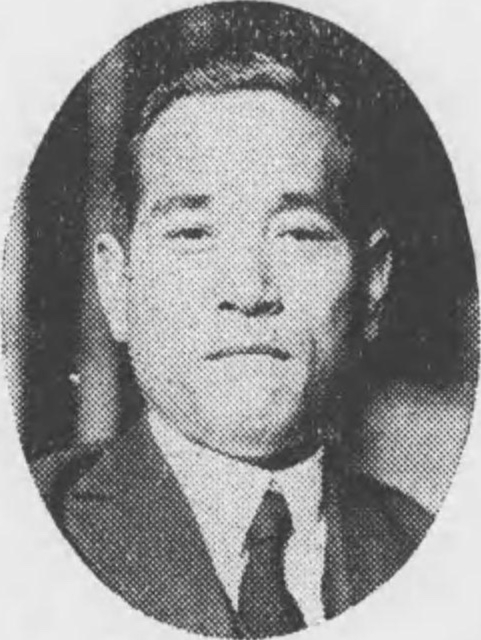
川越丈雄

川越 丈雄（かわごえ たけお、1884年11月1日 - 1966年3月11日）は、日本の大蔵官僚、銀行家。大蔵次官、法制局長官。

## 経歴
鹿児島県出身。川越武助の長男として生まれる。加治木中学、第一高等学校を経て、1910年10月、東京帝国大学法科大学政治学科を卒業。同年11月、文官高等試験に合格し大蔵省に入省。専売局書記兼大蔵属・専売局長官官房兼理財局勤務となる。
1918年6月、大蔵省主計官・主計局予算決算課に配属され、以後、大蔵書記官、主計局司計課長、同決算課長、同予算決算課長、預金部長などを歴任。1934年5月、銀行局長に就任。対満事務局次長を経て、1936年3月、大蔵次官となる。1937年2月、林内閣の法制局長官となり同年6月まで在任した。1938年1月、大蔵省から中華民国の財政経済の状況調査を委嘱された。
退官後、庶民金庫理事長、東北興業会社（現:三菱マテリアル）総裁を歴任。戦後、1946年9月から1951年8月まで公職追放となった。さらに、日本殖産（株）会長、平和殖産無尽（株）会長、平和相互銀行社長、同会長を歴任した。

## 栄典
- 1921年（大正10年）7月1日 - 第一回国勢調査記念章[2]

## 親族
- 父・川越武助
- 妻・タミ - 陸軍大佐・石井忠利の長女。石井康の姉
- 長男・川越正雄 - 日本興業銀行を経て東京卸売センター役員。岳父に千田貞暁
- 二男：川越邦雄（建築学者）